# Maine National Guard

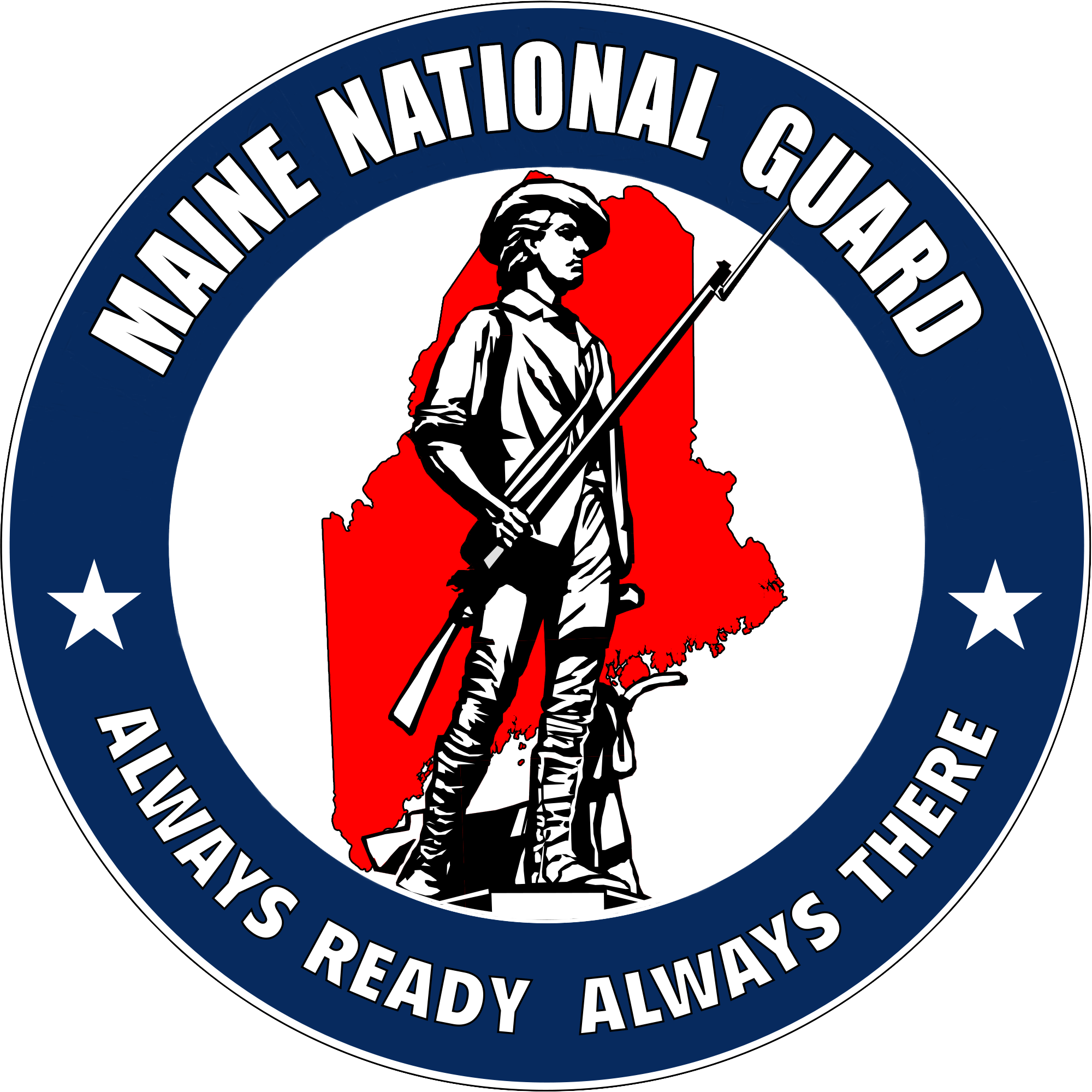
Logo der Maine National Guard

Die Maine National Guard des Maine Department of Defense, Veterans, and Emergency Management des US-Bundesstaates Maine  besteht seit 1820 und ist heute Teil der im Jahr 1903 aufgestellten Nationalgarde der Vereinigten Staaten (akronymisiert USNG) und somit auch Teil der zweiten Ebene der militärischen Reserve der Streitkräfte der Vereinigten Staaten.

## Organisation
Die Mitglieder der Nationalgarde sind freiwillig Dienst leistende Milizsoldaten, die der Gouverneurin von Maine Janet T. Mills unterstehen. Bei Einsätzen auf Bundesebene ist der Präsident der Vereinigten Staaten Commander-in-Chief. Adjutant General of Maine ist Brigadier General Douglas A. Farnham.
Die Maine National Guard führt ihre Wurzeln auf Milizverbände des Bundesstaates aus dem Jahr 1820 zurück. Nach der Unabhängigkeit der USA war Maine, obwohl nicht direkt daran angrenzend, noch bis 1820 ein Teil des Bundesstaats Massachusetts. Die Nationalgarden der Bundesstaaten sind seit 1903 bundesgesetzlich und institutionell eng mit der regulären Armee und Luftwaffe verbunden, so dass unter bestimmten Umständen mit Einverständnis des Kongresses die Bundesebene auf sie zurückgreifen kann. Davon zu trennen ist die Staatsgarde, die Maine State Guard (z. Z. inaktiv), die allein dem Bundesstaat verpflichtet ist und im Ersten und Zweiten Weltkrieg die in Europa und im pazifischen Raum dienende Nationalgarde an der Heimatfront ersetzte.
Die Maine National Guard besteht aus den beiden Teilstreitkraftgattungen des Heeres und der Luftstreitkräfte, namentlich der Army National Guard und der Air National Guard. Die Maine Army National Guard hatte 2017 eine Personalstärke von 1974, die Maine Air National Guard eine von 1079, was eine Personalstärke von gesamt 3053 ergibt.

## Wichtige Einheiten und Kommandos

### Army National Guard
- Augusta (Maine):[2]
  - Joint Forces Headquarters, Camp Keyes
  - Training Site Detachment
  - 121st Public Affairs Detachment
  - 240th Regiment (Regional Training Institute)
  - Drug Demand Reduction Counter | Drug Task Force
  - Recruiting and Retention
  - Medical Detachment
  - 1968th Contract Contingency Team
  - 52nd Troop Command
  - 152nd Maintenance Company (CRC)
- Bangor (Maine):
  - Detachment 14 - OSACOM
  - 120th Regional Support Group
    - Headquarters and Headquarters Detachment

  - 521st Troop Command
  - 195th Army Band
  - 1st Battalion (Security & Support), 224th Aviation Regiment
  - 1st Battalion (General Support), 126th Aviation Regiment
  - 3rd Battalion, 142nd Aviation Regiment
  - 1136th Transportation Company
  - 152nd Maintenance Company (Detachment 1)
  - 286th Combat Service Support Battalion
    - Headquarters und Headquarters Company
- Belfast (Maine):
  - Pending Unit Assignment
- Brewer (Maine):
  - Company B, 3rd Battalion, 172nd Infantry Regiment (Mountain)
  - Headquarters & Headquarters Company (Detachment 1), 3rd Battalion, 172nd Infantry Regiment  (Mountain)
  - Company E (Detachment 1), 186th Brigade Support Battalion, 86th Infantry Brigade Combat Team (Mountain) (unterstützt 3-172nd Infantry Regiment)
- Calais (Maine):
  - 1136th Transportation Company (Detachment 2)
- Caribou (Maine):
  - HQ 185th Engineer Company (Support)
- Brunswick (Maine):
  - 133rd Engineer Battalion
    - Headquarters und Headquarters Company
    - Forward Support Company
- Houlton (Maine):
  - 185th Engineer Company, Detachment 1 (Support)
- Lewiston (Maine):
  - 136th Engineer Company, Detachment 1 (Vertical)
- Norway (Maine):
  - 251st Engineer Company (Sapper)
- Sanford (Maine):
  - 262nd Engineer Company, Detachment 1 (Horizontal)
- Skowhegan (Maine):
  - 136th Engineer Company, Headquarters (Vertical)
- Waterville (Maine):
  - 11th Civil Support Team (Weapons of Mass Destruction)
  - 488th Military Police Company
- Westbrook (Maine):
  - HQ 262nd Engineer Company (Horizontal)

### Air National Guard
- Bangor (Maine):

- - 101st Air Refueling Wing auf der Bangor Air National Guard Base

- South Portland (Maine):
  - 243d Engineering and Installation Squadron[3]
  - 265th Combat Communications Squadron